# توروني

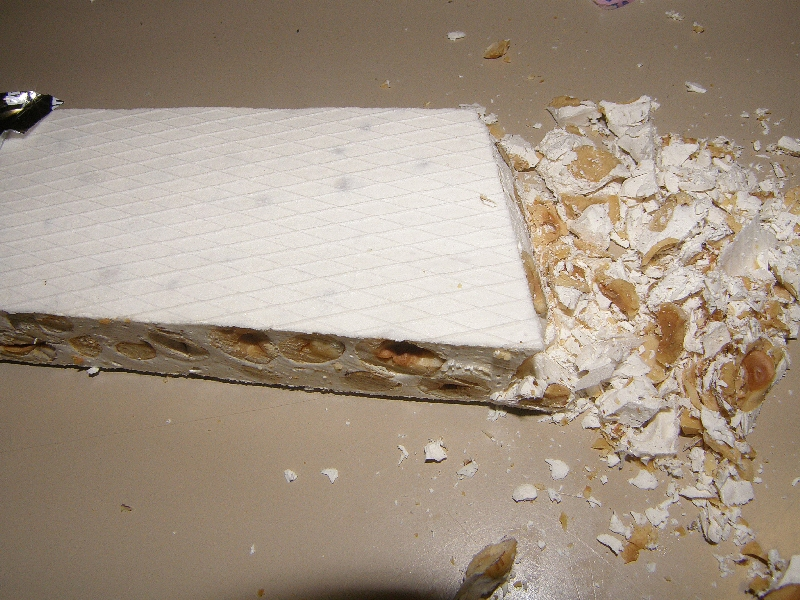
توروني كلاسيكو

توروني أو حلوى التورون (بالإيطالية: Torrone)‏ (بالإنجليزية: Turrón)‏ أو نوغا هي حلوى تصنع عادة من العسل والسكر وبياض البيض مع اللوز المحمص أو المكسرات الأخرى. تكون على شكل قرص عادة بشكل مستطيل أو مستدير. تستهلك كثيراً لكونها حلوى تقليدية لعيد الميلاد في إسبانيا وإيطاليا. هناك أيضاً بعض الأصناف في أمريكا اللاتينية والفلبين. توجد في بعض البلدان الأخرى مغلفة بالشوكولاته ضمن تشكيلة من أنواع الشوكولاته المختلفة.